# まままままま
『まままままま』は、らぱぷるから2008年10月31日に発売された成年向けの恋愛アドベンチャーゲーム。主人公と、主人公をひたすら甘やかす3人の母親（育ての母・生みの母・義理の母）の共同生活を描いた作品である。発音は「まま、まま、まま」と区切る。
2013年2月22には『まままままま2』が発売されている。

## あらすじ
主人公の色渉（）は、幼いころに両親が離婚して以来、叔母の桜坂春香の手で育てられてきた。春香は渉の育ての母だった。夏休みを間近に控えたある日、渉の前に八都宮秋という和服の女性が現れ、自分は渉の生みの母だと明かす。さらにその翌日、君嶋真冬という英語教師の女性が、渉の父親と再婚したので渉の義理の母になったと称してやってきて、桜坂家は騒動になる。渉と「3人のママ」の同居生活がはじまる。

## 登場人物
色 渉（）
声 - なし
本作の主人公。頼りない感じのかわいらしい少年であり、周囲の女性の母性本能をくすぐる。物語の冒頭で精通を経験する。
桜坂 春香（）
声 - 春日アン
身長 - 162cm、スリーサイズ - 96/60/89cm
渉の育てのママ。渉にとっては叔母にあたる。自分の娘・小春と一緒に渉を実の息子のように育ててきた。渉は「ママ」と呼んで甘えている。
八都宮 秋（）
声 - 紫苑みやび
身長 - 155cm、スリーサイズ - 100/62/94cm
渉の生みのママ。京都弁を話す。名家の生まれであり、渉の父親との結婚を反対されていた。渉を産んだ後に実家へ連れ戻されていたが、ようやく自由になったため桜坂家へやって来た。
君嶋 真冬（）
声 - 佐藤千幸
身長 - 172cm、スリーサイズ - 104/59/92cm
渉の義理のママ。知的な印象のあるハーフの女性。渉の通う学園に、英語の非常勤講師として赴任してくる。
桜坂 小春（）
声 - 藤咲ちま
身長 - 160cm、スリーサイズ - 88/54/82cm
渉の未来の「ママ」。渉とは本当の姉弟のように育てられてきた春香の娘。渉のことを密かに想っているツンデレ。
ジェシカ 夏希 君嶋（）
声 - ヒマリ
身長 - 168cm、スリーサイズ - 120/65/94cm
真冬の母で、渉の義理の祖母。孫となった渉に興味をもっている。美容サロンの社長をしており、実年齢より相当若く見える。
秋鹿 祐二（）
声 - なし
渉の幼なじみで、エロ知識を吹き込む悪友でもある。

## スタッフ
- シナリオ - 墨[2][3]
- 原画 - 鳩矢豆七[2][3]
- 音楽 - keishi[1]

## 反響

### 売り上げ
本作のパッケージ版は発売月（2008年10月）の売り上げにおいて、PCpressの集計では38位、Getchu.comの集計では30位の圏外、アダルトゲーム月刊誌『BugBug』の集計では16位を記録した。

### 人気投票
本作は発売年（2008年）の人気投票において、Getchu.comのネーミング部門（side Black）において20位を獲得した。

### 批評
『BugBug』2009年1月号に本作のレビューが掲載されている。レビュアーの「ねここ」は、本作の主人公は「ママ大好き」と素直に言えてしまうショタっぽさと、寝ているヒロインのおっぱいを揉んだりする鬼畜系の要素を兼ね備えていると述べている。セックスシーンはママに甘える主人公と、主人公を甘やかすママとの親子のようなやり取りにより「カオスな世界」が展開されているとし、かつシチュエーションも豊富であり、拡大図や断面図などの濃厚な演出もあるため、実用性があると評価している。ゲーム進行に関しても、クイズゲームが挿入されるなどの遊びの要素もあり、じっくり楽しめたとしている。

## 参考資料
- 『BugBug』2008年11月号、サン出版、2008年10月3日。
- 『BugBug』2009年1月号、サン出版、2008年12月3日。
- 『メガストア』2008年9月号、コアマガジン、2008年9月1日。